# Vloeibarebrandstofmotor

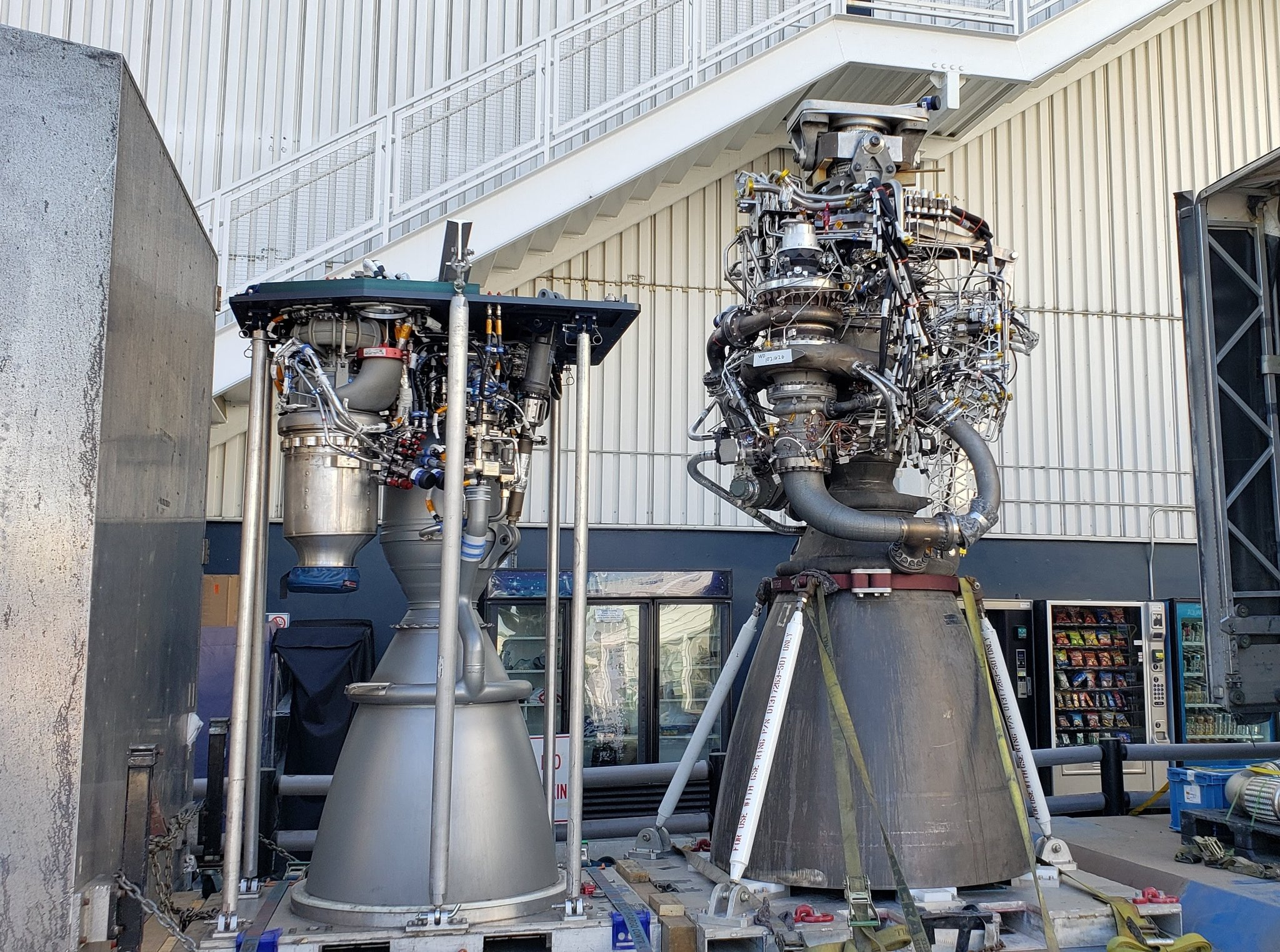
De Merlin 1 en de Raptor 1 zijn twee vloeibarebrandstofmotortypen van SpaceX.

Een vloeibarebrandstofmotor is een raketmotor die op een vloeibare brandstof met een vloeibare oxidator werkt. Er bestaan simpele tot zeer complexe vloeibarebrandstofmotoren. De geschiedenis van dit soort motoren gaat terug tot Robert Hutchings Goddard die in de eerste helft van de twintigste eeuw de eerste motoren op basis van vloeibare brandstof ontwikkelde.
Een vloeibarebrandstofmotor heeft een verbrandingskamer waarin de brandstof en oxidator samen komen en ontbranden. Door een gat onder in de verbrandingskamer kan de door de verbranding ontstane druk ontsnappen. Een straalpijp richt de stroom van hete gassen bij zodat een gerichte achterwaartse stuwstraal ontstaat die een voorwaartse stuwkracht veroorzaakt die de raket in beweging moet brengen. Veelal gebeurt de ontsteking door middel van pyrofore vloeistoffen. Maar bij motoren die op waterstof of methaan werken kan ook een hoeveelheid vonken onder de motor als ontsteking vanaf de grond worden gebruikt. Bij sommige raketten gebeurt de ontsteking van de eerste trap vanaf de grond om de motor simpeler te houden. De ontsteking kan echter ook onderdeel van de motor zijn met als voordeel dat deze eventueel herstartbaar is. De voortstuwing of verbranding is te regelen door de toevoer van deze stoffen te verminderen of te onderbreken. Overigens is niet bij iedere raketmotor de stuwkracht regelbaar. De RS-27A van de Delta II kon bijvoorbeeld geen gas terugnemen. De BE-3 van de New Shepard daarentegen kan gas terugnemen tot deze 20 procent van zijn maximum vermogen levert. Hierdoor kan de New Shepard-booster zeer gecontroleerd landen. Er zijn ook raketten die gebruik maken van hypergolische brandstoffen. Die ontsteken zichzelf zodra de brandstof en oxidator met elkaar in aanraking komen.

## Soorten brandstof
Voor vloeibarebrandstofmotoren worden verschillende brandstoffen gebruikt.
Robert Goddard lanceerde op 16 maart 1926 de eerste raket met vloeibare brandstof. Ze werkte op vloeibare zuurstof en benzine.
Tijdens de Tweede Wereldoorlog ontwikkelde Wernher von Braun de V2-raket die op ethanol en vloeibare zuurstof werkte. Deze brandstof zou tot eind jaren vijftig nog worden gebruikt door zowel Sovjets als Amerikanen, die de V2 als uitgangspunt voor het ontwerpen van hun eerste raketten gebruikten, maar bleek niet zo effectief als latere brandstoffen.
De meeste vloeibarebrandstofmotoren gebruiken RP1, een extra gezuiverde kerosine die minder roet veroorzaakt. Dit wordt met vloeibare zuurstof als oxidator verbrand. Voordeel van RP1 is dat het niet onder druk hoeft te worden opgeslagen. Vaak wordt de combinatie van RP1 en vloeibare zuurstof in een woord kerolox genoemd. Dit is een samenvoeging van de Engelse woorden "kerosine" en "liquid oxygen". Een chemisch geproduceerde vloeistof genaamd Syntin werd begin jaren-1980 voor de Sojoez-U2 gebruikt. Deze brandstof leek op RP-1 maar er was meer energie uit te halen. Nadeel was de hoge prijs van syntin.
Hydrazine, of aeroxine is een brandstof die bij contact met distikstoftetraoxide spontaan ontbrandt in een hypergolische reactie. Voordelen van hypergolische brandstoffen is dat ze langdurig stabiel in de stuwstoftanks van een raket kunnen blijven zitten. Daarom werden voor ballistische raketten in de jaren 1960 veelal deze stuwstoffen gekozen zodat een raket na een commando meteen kon lanceren, en niet eerst hoefde te worden volgetankt met vloeibare zuurstof. Ook worden deze brandstoffen veel gebruikt voor de voortstuwing en besturing van kickstages, satellieten en ruimteschepen. Hierbij zijn zowel de stabiele opslag als het niet behoeven van een ontsteking belangrijke overwegingen. Een probleem bij hypergolische raketten zijn de zeer giftige stuwstoffen die veiligheidsproblemen kunnen geven bij opslag. Mede daarom worden hoofdtrappen van nieuwe raketontwerpen meestal niet meer op deze brandstof gebaseerd.
Cryogene vloeibare waterstof verbrandt samen met vloeibare zuurstof. Deze combinatie wordt wel hydrolox genoemd. Hydrolox is zeer effectief en geeft een roetvrije verbranding. Nadeel is dat het moeilijker is het langdurig op te slaan omdat dat onder hoge druk bij zeer lage temperaturen moet gebeuren. Ook neemt waterstof betrekkelijk veel volume in beslag. Daardoor is de eerste trap van een Delta IV-raket die op hydrolox werkt groter dan de eerste trap van een Atlas V (kerolox) terwijl die laatste krachtiger is. Ook het feit dat het waterstof molecuul zeer klein is zorgt voor een moeilijkheidsfactor; het weet al via allerkleinste lekje te ontsnappen en vraagt dus nog meer dan andere brandstoffen om zeer hoogwaardige aansluitingen.
Sinds de jaren 2010 is methalox, cryogeen methaan en vloeibare zuurstof in opkomst. Methaan is een fractie minder effectief dan waterstof, maar gemakkelijker te op te slaan. Het Starship van SpaceX moet in staat zijn mensen naar Mars te sturen. De brandstof voor de terugvlucht zal niet worden meegenomen, maar moet op Mars zelf geproduceerd worden, en dat is met methaan (Sabatierreactie) en zuurstof mogelijk. Bovendien vereenvoudigt de relatief geringe roetproductie het noodzakelijke motoronderhoud voorafgaand aan de terugvlucht. Op dit moment (mei 2023) is nog geen enkele methalox-raket in een baan om de Aarde gebracht. Een lancering met de Chinese Zhuque 2 van het privébedrijf LandSpace op 14 december 2022 mislukte door problemen met de tweede trap. Het Amerikaanse Relativity Space bereikte op 23 maart 2023 max q met de Terran 1, maar de tweede trap weigerde te ontbranden. SpaceX lanceerde in april 2023 een suborbitale testvlucht met Booster 7 en Starship 24. Die haalde door een opeenstapeling aan defecten een hoogte van slechts 38 kilometer. Blue Origin ontwikkelde de BE-4-motor voor de Vulcan-raket van United Launch Alliance. Diezelfde BE-4 zal ook de New Glenn van Blue Origin zelf aandrijven. Andere methaanmotoren zijn in ontwikkeling voor de Neutron van Rocket Lab en voor de Lange Mars 9 van de Chinese overheid.

## Drukgevoede motoren

Schematische weergave van een drukgevoede raketmotor

De simpelste vloeibarebrandstofmotoren zijn drukgevoede motoren. Bij deze motoren worden de brandstof en oxidator door de druk in de tanks naar de verbrandingskamer geduwd. Nadeel van dit type motoren is dat de druk in de verbrandingskamer nooit hoger mag zijn dan die in de tanks. Anders zou de toevoerstroom omkeren. Drukgevoede motoren worden vaak gebruikt als stuurmotoren omdat ze snel kunnen worden gestart daar er geen turbopomp in gang behoeft te worden gezet. De AJ10-motoren die voor de tweede trap van de Delta II raketten en als manoeuvreermotoren van de Spaceshuttle werden gebruikt zijn daarvan een bekend voorbeeld. Ook de tweede trap van de Falcon 1 had de drukgevoede Kestrel als hoofdmotor. Als drijfgas om de tanks onder druk te houden wordt meestal helium gebruikt dat continu wordt aangevuld vanuit een kleine heliumtank die onder nog veel hogere druk staat.

## Brandstofpompen en principes

Schematische weergave van een open verbrandingscyclus

Schematische weergave van een gesloten verbrandingscyclus

Schematische weergave van een full flow gesloten verbrandingscyclus

Om de druk in de verbrandingskamer toch hoger te kunnen krijgen dan de maximale druk in de tanks worden meestal brandstofpompen (meestal turbopompen) gebruikt. Overigens is ook in dat geval een drijfgas nodig om de brandstof en oxidator vanuit de tanks naar de brandstofpompen te duwen. In de meeste gevallen zijn dat twee turbines die door een voorverbrander worden aangedreven. Er bestaan twee typen voorverbranders. Een brandstofrijke voorverbrander heeft als nadeel dat deze veel roet uitstoot. Een zuurstofrijke voorverbrander heeft als nadeel dat deze erg heet wordt. Wanneer de meestal onvolledig verbrande uitstoot van de voorverbrander niet naar de verbrandingskamer wordt geleid spreekt men van een open verbrandingscyclus. Gaat die uitstoot wel naar de verbrandingskamer dan is dat een gesloten verbrandingscyclus. Bij een full flow gesloten verbrandingscyclus zijn er twee voorverbranders van beide types die elkaars nadelen opheffen. De ene drijft de zuurstofpomp aan en de ander de brandstofpomp.
De Aftap-verbrandingscyclus gebruikt druk die uit de verbrandingskamer wordt getapt om de turbopomp aan te drijven. Firefly Aerospace heeft motoren met dit principe ontwikkeld voor hun raketten Alpha en Beta.
Een betrekkelijk nieuwe techniek is om elektrische pompen in plaats van voorverbranders te gebruiken. Dit kan doordat de batterijtechniek de laatste decennia een flinke verbetering heeft doorgemaakt waardoor kleinere lichtere batterijen meer vermogen kunnen leveren. De hoofdmotoren van Rocket Labs Electron en Astra’s Rocket 3 zijn vooralsnog de enige raketmotoren die deze techniek gebruiken. Voor grotere motoren heeft dit nog geen voordeel.
Er bestaan motoren die een set brandstofpompen voor twee of vier verbrandingskamers gebruiken. De Amerikaanse LR-87 (hoofdmotor van Titan-raketten) en de Russische RD-107A, RD-170 en de RD-180 zijn daar voorbeelden van. Men zou door het tellen van het aantal straalpijpen onder een raket daardoor foutief kunnen denken te weten hoeveel motoren er in zo’n raket zitten.
Vaak wordt de brandstof dan wel de oxidator eerst door leidingen die in het metaal van de straalpijp zitten verwerkt gepompt. Hierdoor wordt de straalpijp gekoeld terwijl de vloeistof wordt verhit zodat deze gasvormig in de verbrandingskamer en de voorverbrander aankomen waardoor ze sneller kunnen verbranden. Bij de BE-7-motor van de Blue Moon-maanlander worden zowel de brandstof als de oxidator door de straalpijp verwarmd. Een andere manier om de straalpijp te koelen is door deze van een ablatieve laag te voorzien.

## Lijst

### Bekende vloeibarebrandstofmotoren met een Wikipedia artikel
- F-1 (kerolox) – Saturnus V
- Merlin 1 (kerolox) – Falconraketten
- Raptor (methalox) - Starship
- NK-33 (kerolox) – N1, Sojoez 2-1V, Antares 100-serie
- RS-25 (hydrolox) – Spaceshuttle, Space Launch System
- RS-68 (hydrolox) – Delta IV
- RD-170 (kerolox) – Energia
- RD-180 (kerolox) – Atlas V
- RD-107 (kerolox) – Sojoez
- Vulcain (hydrolox) – Ariane 5 en Ariane 6

### Bekende vloeibarebrandstofmotoren zonder Wikipedia artikel
- AJ-10 (hypergolisch) – Vanguard, Able, Delta, Delta II, Spaceshuttle, Apollo CSM, Orion
- BE-3 (hydrolox)- New Shepard
- BE-4 (methalox) – Vulcan en New Glenn
- H1 (kerolox) – Saturnus I, Saturns IB
- J2 (hydrolox) – Saturnus IB, Saturnus V
- LR-87 (hypergolisch) - Titan eerste trappen
- LR-91 (hypergolisch - Titan tweede trappen
- RD191, RD181, RD-151 (kerolox) – Angara, Antares 200-serie, Naro-1
- RL10 (hydrolox) – Centaur, Saturnus I, Delta IV, SLS
- RS-27/RS-27A (kerolox) – Delta, Delta II
- RS-56 (kerolox) – Atlas II
- Rutherford (kerolox) – Electron
- Curie (mono propellant) – Curie-kickstage Photon -satellietservicemodule
- HyperCurie (hypergolisch) - Photonvariant voor deep space